# Історичні пам'ятки Великого Новгорода та околиць
Історичні пам'ятки Великого Новгорода та околиць (англ. Historic Monuments of Novgorod and Surroundings) — збірна назва, під яким ЮНЕСКО в 1992 році внесла до списку об'єктів Світової спадщини середньовічну архітектурну спадщину міста Новгород (з 1999 року — Великий Новгород):
| №       | зображення | Назва                                                                  | координати |
| ------- | ---------- | ---------------------------------------------------------------------- | --- |
| 604-001 |            | Новгородський дитинець із прилеглою частиною міста                     | 58°31′18″ пн. ш. 31°16′34″ сх. д. / 58.52167° пн. ш. 31.27611° сх. д.                                                                       |
| 604-002 |            | Ярославове Дворище, Знаменський собор і прилегла частина міста         | 58°31′08″ пн. ш. 31°17′00″ сх. д. / 58.51889° пн. ш. 31.28333° сх. д.                                                                       |
| 604-003 |            | Звірин монастир і околиці                                              | 58°32′10″ пн. ш. 31°16′34″ сх. д. / 58.53611° пн. ш. 31.27611° сх. д.                                                                       |
| 604-004 |            | Антоніїв монастир                                                      | 58°32′24″ пн. ш. 31°17′18″ сх. д. / 58.54000° пн. ш. 31.28833° сх. д.                                                                       |
| 604-005 |            | Церква Різдва Христового на Красному полі                              | 58°31′25″ пн. ш. 31°18′37″ сх. д. / 58.52361° пн. ш. 31.31028° сх. д.                                                                       |
| 604-006 |            | Церква Спаса на Нередиці                                               | 58°29′50″ пн. ш. 31°18′42″ сх. д. / 58.49722° пн. ш. 31.31167° сх. д.                                                                       |
| 604-007 |            | Рештки церкви Благовіщення на Городищі                                 | 58°29′39″ пн. ш. 31°17′53″ сх. д. / 58.49417° пн. ш. 31.29806° сх. д.                                                                       |
| 604-008 |            | Перинський скит                                                        | 58°28′22″ пн. ш. 31°16′25″ сх. д. / 58.47278° пн. ш. 31.27361° сх. д.                                                                       |
| 604-009 |            | Юр'єв монастир                                                         | 58°29′13″ пн. ш. 31°17′04″ сх. д. / 58.48694° пн. ш. 31.28444° сх. д.                                                                       |
| 604-010 |            | Церква Іоанна Милостивого на М'ячине та Церква Благовіщення на М'ячине | 58°30′28″ пн. ш. 31°16′32″ сх. д. / 58.50778° пн. ш. 31.27556° сх. д. 58°29′35″ пн. ш. 31°15′01″ сх. д. / 58.49306° пн. ш. 31.25028° сх. д. |
| 604-011 |            | Церква Петра і Павла на Синичій горі (на Сильнищі)                     | 58°30′34″ пн. ш. 31°15′32″ сх. д. / 58.50944° пн. ш. 31.25889° сх. д.                                                                       |

1 квітня 2009 року Центральний банк Росії випустив пам'ятні монети з дорогоцінних металів колекційного та інвестиційного значення із зображенням історичних пам'яток Великого Новгорода і передмість. Монети вийшли в серії «Росія у Світовій культурній спадщині ЮНЕСКО» і приурочені до 1150-річчя Великого Новгорода.
| 2009 рік                                                                                                   | 2009 рік                            | 2009 рік                | 2009 рік            | 2009 рік                              |
| --- | ----------------------------------- | ----------------------- | ------------------- | ------------------------------------- |
| Росія у світовій, культурній і природній спадщині ЮНЕСКО: Історичні пам'ятки Великого Новгорода та околиць |                                     |                         |                     |                                       |
| |                                     |                         |                     |                                       |
| «Ярославове Дворище»                                                                                       | «Церква Петра і Павла в Кожевниках» | "Новгородський кремль " | «Антоніїв монастир» | «Церква Федора Стратилата на струмку» |

| № в списку ЮНЕСКО | № | Найменування об'єкта культурної спадщини | Дата | Категорія охорони | Адреса та місцезнаходження | Опис меж території об'єкта культурної спадщини |
| ----------------- | - | ---------------------------------------- | ---- | ----------------- | -------------------------- | ---------------------------------------------- |

| 1 | 1 | Культурний шар (завглибшки 8 м) | X-XVII ст. | федер. (Р-624) | Великий Новгород, у межах вулиць: Завальна, Завальна-Кільцева, Запольська | Займає територію близько 347 га в межах валу Окольного міста |

| 2. Ансамбль Новгородського Кремля, XI—XX ст. |
| -------------------------------------------- |

| Стіни та вежі, XV—XVII ст. | Стіни та вежі, XV—XVII ст. | Стіни та вежі, XV—XVII ст.                                       | Стіни та вежі, XV—XVII ст. | Стіни та вежі, XV—XVII ст. | Стіни та вежі, XV—XVII ст.          | Стіни та вежі, XV—XVII ст. |
| -------------------------- | -------------------------- | ---------------------------------------------------------------- | -------------------------- | -------------------------- | ----------------------------------- | --- |
|                            | 2                          | - прясло стіни між вежами Златоустівською та Покровською         | XV-XVII ст.                | федер.(Р-1327)             | Великий Новгород, Кремль            | Межі охоронної зони становлять територію, обмежену фортечними стінами, а також парковою зоною до червоної лінії прилеглих вулиць Мерецкова-Волосова, Газон, Розважа та береговою лінією р. Волхов |
|                            | 3                          | - прясло стіни між вежами Покровською та Кокуй                   | XV-XVII ст.                | федер.(Р-1327)             | Великий Новгород, Кремль            | Межі охоронної зони становлять територію, обмежену фортечними стінами, а також парковою зоною до червоної лінії прилеглих вулиць Мерецкова-Волосова, Газон, Розважа та береговою лінією р. Волхов |
|                            | 4                          | - прясло стіни між вежами Кокуй та Княжою                        | XV-XVII ст.                | федер.(Р-1327)             | Великий Новгород, Кремль            | Межі охоронної зони становлять територію, обмежену фортечними стінами, а також парковою зоною до червоної лінії прилеглих вулиць Мерецкова-Волосова, Газон, Розважа та береговою лінією р. Волхов |
|                            | 5                          | - прясло стіни між вежами Княжою та Спаською                     | XV-XVII ст.                | федер.(Р-1327)             | Великий Новгород, Кремль            | Межі охоронної зони становлять територію, обмежену фортечними стінами, а також парковою зоною до червоної лінії прилеглих вулиць Мерецкова-Волосова, Газон, Розважа та береговою лінією р. Волхов |
|                            | 6                          | - прясло стіни між вежами Спаською та Палацовою                  | XV-XVII ст.                | федер.(Р-1327)             | Великий Новгород, Кремль            | Межі охоронної зони становлять територію, обмежену фортечними стінами, а також парковою зоною до червоної лінії прилеглих вулиць Мерецкова-Волосова, Газон, Розважа та береговою лінією р. Волхов |
|                            | 7                          | - прясло стіни між вежею Палацовою та Пречистинською аркою       | XV-XIX ст.                 | федер.(Р-1327)             | Великий Новгород, Кремль            | Межі охоронної зони становлять територію, обмежену фортечними стінами, а також парковою зоною до червоної лінії прилеглих вулиць Мерецкова-Волосова, Газон, Розважа та береговою лінією р. Волхов |
|                            | 8                          | - прясло стіни між Пречистинською аркою та Володимирською вежею  | XV-XVII ст.                | федер.(Р-1327)             | Великий Новгород, Кремль            | Межі охоронної зони становлять територію, обмежену фортечними стінами, а також парковою зоною до червоної лінії прилеглих вулиць Мерецкова-Волосова, Газон, Розважа та береговою лінією р. Волхов |
|                            | 9                          | - прясло стіни між вежами Володимирською та Федорівською         | XV-XVII ст.                | федер.(Р-1327)             | Великий Новгород, Кремль            | Межі охоронної зони становлять територію, обмежену фортечними стінами, а також парковою зоною до червоної лінії прилеглих вулиць Мерецкова-Волосова, Газон, Розважа та береговою лінією р. Волхов |
|                            | 10                         | - прясло стіни між вежами Федорівською та Митрополитською        | XV-XVII ст.                | федер.(Р-1327)             | Великий Новгород, Кремль            | Межі охоронної зони становлять територію, обмежену фортечними стінами, а також парковою зоною до червоної лінії прилеглих вулиць Мерецкова-Волосова, Газон, Розважа та береговою лінією р. Волхов |
|                            | 11                         | - прясло стіни між Митрополитською вежею та Воскресенською аркою | XV-XIX ст.                 | федер.(Р-1327)             | Великий Новгород, Кремль            | Межі охоронної зони становлять територію, обмежену фортечними стінами, а також парковою зоною до червоної лінії прилеглих вулиць Мерецкова-Волосова, Газон, Розважа та береговою лінією р. Волхов |
|                            | 12                         | - прясло стіни між Воскресенською аркою та Златоустівською вежею | XV-XIX ст.                 | федер.(Р-1327)             | Великий Новгород, Кремль            | Межі охоронної зони становлять територію, обмежену фортечними стінами, а також парковою зоною до червоної лінії прилеглих вулиць Мерецкова-Волосова, Газон, Розважа та береговою лінією р. Волхов |
|                            | 13                         | - вежа Володимирська                                             | XV-XVII ст.                | федер.(Р-1327)             | Великий Новгород, Кремль            | Межі охоронної зони становлять територію, обмежену фортечними стінами, а також парковою зоною до червоної лінії прилеглих вулиць Мерецкова-Волосова, Газон, Розважа та береговою лінією р. Волхов |
|                            | 14                         | - вежа Палацова                                                  | XV-XVII вв.                | федер.(Р-1327)             | Великий Новгород, Кремль            | Межі охоронної зони становлять територію, обмежену фортечними стінами, а також парковою зоною до червоної лінії прилеглих вулиць Мерецкова-Волосова, Газон, Розважа та береговою лінією р. Волхов |
|                            | 15                         | - вежа Златоустівська                                            | XV-XIX ст.                 | федер.(Р-1327)             | Великий Новгород, Кремль            | Межі охоронної зони становлять територію, обмежену фортечними стінами, а також парковою зоною до червоної лінії прилеглих вулиць Мерецкова-Волосова, Газон, Розважа та береговою лінією р. Волхов |
|                            | 16                         | - вежа Кокуй                                                     | XV-XVIII ст.               | федер.(Р-1327)             | Великий Новгород, Кремль            | Межі охоронної зони становлять територію, обмежену фортечними стінами, а також парковою зоною до червоної лінії прилеглих вулиць Мерецкова-Волосова, Газон, Розважа та береговою лінією р. Волхов |
|                            | 17                         | - вежа Княжа                                                     | XV-XVII ст.                | федер.(Р-1327)             | Великий Новгород, Кремль            | Межі охоронної зони становлять територію, обмежену фортечними стінами, а також парковою зоною до червоної лінії прилеглих вулиць Мерецкова-Волосова, Газон, Розважа та береговою лінією р. Волхов |
|                            | 18                         | - вежа Митрополитська                                            | XV-XVII ст.                | федер.(Р-1327)             | Великий Новгород, Кремль            | Межі охоронної зони становлять територію, обмежену фортечними стінами, а також парковою зоною до червоної лінії прилеглих вулиць Мерецкова-Волосова, Газон, Розважа та береговою лінією р. Волхов |
|                            | 19                         | - вежа Покровська                                                | XV-XVII ст.                | федер.(Р-1327)             | Великий Новгород, Кремль            | Межі охоронної зони становлять територію, обмежену фортечними стінами, а також парковою зоною до червоної лінії прилеглих вулиць Мерецкова-Волосова, Газон, Розважа та береговою лінією р. Волхов |
|                            | 20                         | - вежа Спаська                                                   | XV-XVII ст.                | федер.(Р-1327)             | Великий Новгород, Кремль            | Межі охоронної зони становлять територію, обмежену фортечними стінами, а також парковою зоною до червоної лінії прилеглих вулиць Мерецкова-Волосова, Газон, Розважа та береговою лінією р. Волхов |
|                            | 21                         | - вежа Федоровська                                               | XV-XVII ст.                | федер.(Р-1327)             | Великий Новгород, Кремль            | Межі охоронної зони становлять територію, обмежену фортечними стінами, а також парковою зоною до червоної лінії прилеглих вулиць Мерецкова-Волосова, Газон, Розважа та береговою лінією р. Волхов |
|                            | 22                         | - вежа Борисоглібська (рештки)                                   | XV-XVIII ст.               | выявлений                  | Великий Новгород, Кремль            | Межі охоронної зони становлять територію, обмежену фортечними стінами, а також парковою зоною до червоної лінії прилеглих вулиць Мерецкова-Волосова, Газон, Розважа та береговою лінією р. Волхов |
|                            | 23                         | - арка Воскресенська                                             | 1820 р.                    | федер.(Р-1327)             | Великий Новгород, Кремль            | Межі охоронної зони становлять територію, обмежену фортечними стінами, а також парковою зоною до червоної лінії прилеглих вулиць Мерецкова-Волосова, Газон, Розважа та береговою лінією р. Волхов |
|                            | 24                         | - арка Пречистинська                                             | 1820 р.                    | федер.(Р-1327)             | Великий Новгород, Кремль            | Межі охоронної зони становлять територію, обмежену фортечними стінами, а також парковою зоною до червоної лінії прилеглих вулиць Мерецкова-Волосова, Газон, Розважа та береговою лінією р. Волхов |
|                            | 25                         | - рів фортечний                                                  | XV ст.                     | виявлений                  | Великий Новгород, Кремлівський парк | Межі охоронної зони становлять територію, обмежену фортечними стінами, а також парковою зоною до червоної лінії прилеглих вулиць Мерецкова-Волосова, Газон, Розважа та береговою лінією р. Волхов |
|                            | 26                         | - город земляний малий                                           | XV ст.                     | виявлений                  | Великий Новгород, Кремлівський парк | Межі охоронної зони становлять територію, обмежену фортечними стінами, а також парковою зоною до червоної лінії прилеглих вулиць Мерецкова-Волосова, Газон, Розважа та береговою лінією р. Волхов |

| Будівлі Кремля | Будівлі Кремля | Будівлі Кремля                                                  | Будівлі Кремля | Будівлі Кремля                  | Будівлі Кремля               | Будівлі Кремля |
| -------------- | -------------- | --------------------------------------------------------------- | -------------- | ------------------------------- | ---------------------------- | -------------- |
|                | 27             | - Софійський собор                                              | 1045-1050 рр.  | федер.(Р-1327)                  | Великий Новгород, Кремль     |                |
|                | 28             | - дзвіниця Софійського собору                                   | XV-XVII ст.    | федер.(Р-1327)                  | Великий Новгород, Кремль     |                |
|                | 29             | - будинок при Софійській дзвіниці                               | XVII ст.       | федер.(Р-1327)                  | Великий Новгород, Кремль, 4  |                |
|                | 30             | - надбрамна церква Сергія Радонезького                          | 1463 р.        | федер.(Р-1327)                  | Великий Новгород, Кремль, 12 |                |
|                | 31             | - церква Покрова                                                | XVI ст.        | федер.(Р-1327)                  | Великий Новгород, Кремль, 9  |                |
|                | 32             | - церква Андрія Стратилата                                      | XV-XVIII ст.   | федер.(Р-1327)                  | Великий Новгород, Кремль     |                |
|                | 33             | - церква Входу в Єрусалим                                       | 1759 ст.       | федер.(Р-1327)                  | Великий Новгород, Кремль, 8  |                |
|                | 34             | - рештки церкви Входу в Єрусалим                                | 1336 ст.       | виявлений (наказ от 31.05.2010) | Великий Новгород, Кремль     |                |
|                | 35             | - часозвоня                                                     | 1673 р.        | федер.(Р-1327)                  | Великий Новгород, Кремль     |                |
|                | 36             | - двір Владичний (рештки)                                       | XV ст.         | федер.(Р-1327)                  | Великий Новгород, Кремль     |                |
|                | 37             | - палата Грановита (Владична)                                   | 1433 р.        | федер.(Р-1327)                  | Великий Новгород, Кремль, 13 |                |
|                | 38             | - корпус вікаріїв (економічний, Іоаннівський)                   | 1888 р.        | федер.(Р-1327)                  | Великий Новгород, Кремль, 14 |                |
|                | 39             | - рештки будівлі палат архиєпископа Василія на Владичному дворі | 1350 р.        | виявлений (наказ от 31.05.2010) | Великий Новгород, Кремль     |                |
|                | 40             | - корпус Нікітський                                             | XV-XIX ст.     | федер.(Р-1327)                  | Великий Новгород, Кремль     |                |
|                | 41             | - корпус Лихудів                                                | XVII-XVIII ст. | федер.(Р-1327)                  | Великий Новгород, Кремль, 10 |                |
|                | 42             | - будівля судового і духовного приказів                         | 1669 р.        | федер.(Р-1327)                  | Великий Новгород, Кремль     |                |
|                | 43             | - будівля Присутствених місць                                   | XVII-XIX ст.   | федер.(Р-1327)                  | Великий Новгород, Кремль, 6  |                |
|                | 44             | - Митрополичі покої                                             | XVII-XIX ст.   | федер.(Р-1327)                  | Великий Новгород, Кремль, 5  |                |
|                | 45             | - будинок єпархіальний                                          | 1912 р.        | федер.(Р-1327)                  | Великий Новгород, Кремль, 7  |                |
|                | 46             | - будівля духовного училища                                     | 1878 р.        | федер.(Р-1327)                  | Великий Новгород, Кремль, 6  |                |
|                | 47             | - корпус 1 Суддівського містечка                                | XVIII ст.      | федер.(Р-1327)                  | Великий Новгород, Кремль, 1  |                |
|                | 48             | - корпус 2 Суддівського містечка                                | XVIII ст.      | федер.(Р-1327)                  | Великий Новгород, Кремль, 2  |                |
|                | 49             | - корпус 3 Суддівського містечка                                | XVIII ст.      | федер.(Р-1327)                  | Великий Новгород, Кремль, 3  |                |
|                | 50             | - двір Воєводський (рештки)                                     | XVII ст.       | федер.(Р-1327)                  | Великий Новгород, Кремль     |                |
|                | 51             | - музей Древностей                                              | 1892 р.        | федер.(Р-1327)                  | Великий Новгород, Кремль, 11 |                |
|                | 52             | - кузня архієрейського будинку                                  | 1860-1870 рр.  | федер.(Р-1327)                  | Великий Новгород, Кремль     |                |
|                | 53             | - корпус каретний та стайневий                                  | 1913 р.        | федер.(Р-1327)                  | Великий Новгород, Кремль     |                |

| пам'ятки мистецтва | пам'ятки мистецтва | пам'ятки мистецтва | пам'ятки мистецтва                                          | пам'ятки мистецтва | пам'ятки мистецтва                                             | пам'ятки мистецтва |
| ------------------ | ------------------ | --- | ----------------------------------------------------------- | ------------------ | -------------------------------------------------------------- | ------------------ |
|                    | 54                 | - пам'ятник «Тисячоліття Росії» (арх. М. О. Микешин, ск. І. Н. Шредер) | 1862 р.                                                     | федер. (Р-1327)    | Великий Новгород, Кремль                                       |                    |
|                    | 55                 | - пам'ятник бронзового литва — «Леви» (із садиби А. Аракчеєва в с. Грузино) | XIX ст.                                                     | федер. (Р-624)     | Великий Новгород, Кремль, біля входу в будівлю Присутніх місць |                    |
|                    | 56                 | - пам'ятник бронзового литва — «Леви» малі (із садиби А. Аракчеєва в с. Грузино) | XIX ст.                                                     | федер. (Р-624)     | Великий Новгород, Кремль, біля входу в Іоаннівський корпус     |                    |
|                    | 57                 | - дзвони Софійської дзвіниці: 1. «Поліелєйний благовісник» із Хутинського монастиря; 2. «Недільний» дзвін Софійської дзвіниці; 3. «Святковий» дзвін Софійської дзвіниці; 4. «Щоденний благовісник» Софійської дзвіниці; 5. «Годуновский» дзвін Духова монастиря; 6. Дзвін, подарований Великому Новгороду президентом РФ на святкування 1150-річчя міста | XVI-XIX ст. 1599 р. 1839 р. 1659 р. 1677 р. 1589 р. 2009 р. | виявлені           | Великий Новгород, Кремль, у Софійській дзвіниці                |                    |

| 3. Архітектурний комплекс Ярославового дворища, XII—XIX ст. | 3. Архітектурний комплекс Ярославового дворища, XII—XIX ст. | 3. Архітектурний комплекс Ярославового дворища, XII—XIX ст. | 3. Архітектурний комплекс Ярославового дворища, XII—XIX ст. | 3. Архітектурний комплекс Ярославового дворища, XII—XIX ст. | 3. Архітектурний комплекс Ярославового дворища, XII—XIX ст. | 3. Архітектурний комплекс Ярославового дворища, XII—XIX ст. |
| ----------------------------------------------------------- | ----------------------------------------------------------- | ----------------------------------------------------------- | ----------------------------------------------------------- | ----------------------------------------------------------- | ----------------------------------------------------------- | --- |
|                                                             | 58                                                          | - Нікольський собор на Дворищі                              | 1113 р XVII ст.                                             | федер. (Р-1327)                                             | Великий Новгород, Ярославове дворище                        | Межі охоронної зони мають протяжність зі сходу на захід 283 м, з півночі на південь 405 м, обмежена р. Волхов, за 30 м від подорожнього палацу, 55 м від церкви Іоанна на Опоках; на південному сході об'єднується з охоронною зоною церкви Благовіщення Пресвятої Богородиці на Торгу і церквою Михайла Архангела з дзвіницею і переходом |
|                                                             | 59                                                          | - дзвіниця Нікольського собору                              | XVII ст.                                                    | федер. (Р-1327)                                             | Великий Новгород, Ярославове дворище                        | Межі охоронної зони мають протяжність зі сходу на захід 283 м, з півночі на південь 405 м, обмежена р. Волхов, за 30 м від подорожнього палацу, 55 м від церкви Іоанна на Опоках; на південному сході об'єднується з охоронною зоною церкви Благовіщення Пресвятої Богородиці на Торгу і церквою Михайла Архангела з дзвіницею і переходом |
|                                                             | 60                                                          | - церква Параскеви П'ятниці                                 | 1207 р.                                                     | федер. (Р-1327)                                             | Великий Новгород, Ярославове дворище                        | Межі охоронної зони мають протяжність зі сходу на захід 283 м, з півночі на південь 405 м, обмежена р. Волхов, за 30 м від подорожнього палацу, 55 м від церкви Іоанна на Опоках; на південному сході об'єднується з охоронною зоною церкви Благовіщення Пресвятої Богородиці на Торгу і церквою Михайла Архангела з дзвіницею і переходом |
|                                                             | 61                                                          | - церква Іоанна Предтечі на Опоках                          | XII, XV, XVII ст.                                           | федер. (Р-1327)                                             | Великий Новгород, Ярославове дворище                        | Межі охоронної зони мають протяжність зі сходу на захід 283 м, з півночі на південь 405 м, обмежена р. Волхов, за 30 м від подорожнього палацу, 55 м від церкви Іоанна на Опоках; на південному сході об'єднується з охоронною зоною церкви Благовіщення Пресвятої Богородиці на Торгу і церквою Михайла Архангела з дзвіницею і переходом |
|                                                             | 62                                                          | - церква Успіння Пресвятої Богородиці на Торгу              | XII, XV, XVII ст.                                           | федер. (Р-1327)                                             | Великий Новгород, Ярославове дворище                        | Межі охоронної зони мають протяжність зі сходу на захід 283 м, з півночі на південь 405 м, обмежена р. Волхов, за 30 м від подорожнього палацу, 55 м від церкви Іоанна на Опоках; на південному сході об'єднується з охоронною зоною церкви Благовіщення Пресвятої Богородиці на Торгу і церквою Михайла Архангела з дзвіницею і переходом |
|                                                             | 63                                                          | - церква Дружин Мироносиць                                  | 1510 р.                                                     | федер. (Р-1327)                                             | Великий Новгород, Ярославове дворище                        | Межі охоронної зони мають протяжність зі сходу на захід 283 м, з півночі на південь 405 м, обмежена р. Волхов, за 30 м від подорожнього палацу, 55 м від церкви Іоанна на Опоках; на південному сході об'єднується з охоронною зоною церкви Благовіщення Пресвятої Богородиці на Торгу і церквою Михайла Архангела з дзвіницею і переходом |
|                                                             | 64                                                          | - церква Прокопія                                           | 1529 р.                                                     | федер. (Р-1327)                                             | Великий Новгород, Ярославове дворище                        | Межі охоронної зони мають протяжність зі сходу на захід 283 м, з півночі на південь 405 м, обмежена р. Волхов, за 30 м від подорожнього палацу, 55 м від церкви Іоанна на Опоках; на південному сході об'єднується з охоронною зоною церкви Благовіщення Пресвятої Богородиці на Торгу і церквою Михайла Архангела з дзвіницею і переходом |
|                                                             | 65                                                          | - церква Георгія на Торгу                                   | XIV, XVII—XVIII ст.                                         | федер. (Р-1327)                                             | Великий Новгород, Ярославове дворище                        | Межі охоронної зони мають протяжність зі сходу на захід 283 м, з півночі на південь 405 м, обмежена р. Волхов, за 30 м від подорожнього палацу, 55 м від церкви Іоанна на Опоках; на південному сході об'єднується з охоронною зоною церкви Благовіщення Пресвятої Богородиці на Торгу і церквою Михайла Архангела з дзвіницею і переходом |
|                                                             | 66                                                          | - гридниця з надбрамною вежею                               | XVII-XIX ст.                                                | федер. (Р-1327)                                             | Великий Новгород, Ярославове дворище                        | Межі охоронної зони мають протяжність зі сходу на захід 283 м, з півночі на південь 405 м, обмежена р. Волхов, за 30 м від подорожнього палацу, 55 м від церкви Іоанна на Опоках; на південному сході об'єднується з охоронною зоною церкви Благовіщення Пресвятої Богородиці на Торгу і церквою Михайла Архангела з дзвіницею і переходом |
|                                                             | 67                                                          | - будівля народного училища                                 | XIX ст.                                                     | федер. (Р-1327)                                             | Великий Новгород, Ярославове дворище                        | Межі охоронної зони мають протяжність зі сходу на захід 283 м, з півночі на південь 405 м, обмежена р. Волхов, за 30 м від подорожнього палацу, 55 м від церкви Іоанна на Опоках; на південному сході об'єднується з охоронною зоною церкви Благовіщення Пресвятої Богородиці на Торгу і церквою Михайла Архангела з дзвіницею і переходом |
|                                                             | 68                                                          | - аркада Гостиного двору                                    | XVIII ст.                                                   | федер. (Р-1327)                                             | Великий Новгород, Ярославове дворище                        | Межі охоронної зони мають протяжність зі сходу на захід 283 м, з півночі на південь 405 м, обмежена р. Волхов, за 30 м від подорожнього палацу, 55 м від церкви Іоанна на Опоках; на південному сході об'єднується з охоронною зоною церкви Благовіщення Пресвятої Богородиці на Торгу і церквою Михайла Архангела з дзвіницею і переходом |
|                                                             | 69                                                          | - ряди торгові                                              | XVIII ст.                                                   | регіон. (М-104)                                             | Великий Новгород, Ярославове дворище                        | Межі охоронної зони мають протяжність зі сходу на захід 283 м, з півночі на південь 405 м, обмежена р. Волхов, за 30 м від подорожнього палацу, 55 м від церкви Іоанна на Опоках; на південному сході об'єднується з охоронною зоною церкви Благовіщення Пресвятої Богородиці на Торгу і церквою Михайла Архангела з дзвіницею і переходом |
|                                                             | 70                                                          | - лавка торгова                                             | XIX ст.                                                     | регіон. (М-104)                                             | Великий Новгород, Ярославове дворище                        | Межі охоронної зони мають протяжність зі сходу на захід 283 м, з півночі на південь 405 м, обмежена р. Волхов, за 30 м від подорожнього палацу, 55 м від церкви Іоанна на Опоках; на південному сході об'єднується з охоронною зоною церкви Благовіщення Пресвятої Богородиці на Торгу і церквою Михайла Архангела з дзвіницею і переходом |
|                                                             | 71                                                          | - огорожа                                                   | XIX ст.                                                     | регіон. (М-104)                                             | Великий Новгород, Ярославове дворище                        | Межі охоронної зони мають протяжність зі сходу на захід 283 м, з півночі на південь 405 м, обмежена р. Волхов, за 30 м від подорожнього палацу, 55 м від церкви Іоанна на Опоках; на південному сході об'єднується з охоронною зоною церкви Благовіщення Пресвятої Богородиці на Торгу і церквою Михайла Архангела з дзвіницею і переходом |

| 4. Оборонні споруди Окольного міста, XIV, XVI ст. | 4. Оборонні споруди Окольного міста, XIV, XVI ст. | 4. Оборонні споруди Окольного міста, XIV, XVI ст. | 4. Оборонні споруди Окольного міста, XIV, XVI ст. | 4. Оборонні споруди Окольного міста, XIV, XVI ст. | 4. Оборонні споруди Окольного міста, XIV, XVI ст.                        | 4. Оборонні споруди Окольного міста, XIV, XVI ст.                                                   |
| ------------------------------------------------- | ------------------------------------------------- | ------------------------------------------------- | ------------------------------------------------- | ------------------------------------------------- | ------------------------------------------------------------------------ | --------------------------------------------------------------------------------------------------- |
|                                                   | 72                                                | - вал                                             |                                                   | федер. (Р-1327)                                   | Великий Новгород, Завальна вул., Завальна-Кільцева вул., Запольська вул. | Внутрішнім боком валу — 50 м від його підошви, із зовнішнього боку — 50 м від зовнішнього краю рову |
|                                                   | 73                                                | - рів                                             |                                                   | федер. (Р-1327)                                   | Великий Новгород, Завальна вул., Завальна-Кільцева вул., Запольська вул. | Внутрішнім боком валу — 50 м від його підошви, із зовнішнього боку — 50 м від зовнішнього краю рову |
|                                                   | 74                                                | - залишки стін і веж                              | 1207 р.                                           | федер. (Р-1327)                                   | Великий Новгород, Завальна вул., Завальна-Кільцева вул., Запольська вул. | Внутрішнім боком валу — 50 м від його підошви, із зовнішнього боку — 50 м від зовнішнього краю рову |

| 5 | 75 | Біла (Олексіївська) вежа                            | XVI ст. | федер. (Р-1327) | Великий Новгород, вул. Троїцька-Пробійна              | Межі охоронної зони входять в охоронну зону Воскресенського монастиря, що охоплює територію 5,5 га |
| 6 | 76 | Церква Миколи на Липні Нікололіпненського монастиря | 1292 р. | федер. (Р-1327) | Новгородський район, 8 км на південний схід від міста | Охоронна зона пам'ятки має вигляд прямокутника зі сторонами 119 х 120 х 83×82,5 м                  |

| Монастир Нередицький, XII—XIX ст. | Монастир Нередицький, XII—XIX ст. | Монастир Нередицький, XII—XIX ст. | Монастир Нередицький, XII—XIX ст. | Монастир Нередицький, XII—XIX ст. | Монастир Нередицький, XII—XIX ст.     | Монастир Нередицький, XII—XIX ст.                                                                          |
| --------------------------------- | --------------------------------- | --------------------------------- | --------------------------------- | --------------------------------- | ------------------------------------- | --- |
| 7                                 | 77                                | - церква Спаса на Нередиці        | 1198 р XVIII ст.                  | федер. (Р-1327)                   | Новгородський район, с. Спас-Нередиці | Охоронна зона пам'ятки має вигляд прямокутника зі сторонами 69,5 х 57 х 60×55,1 м; площа становить 0,36 га |
|                                   | 78                                | - дзвіниця                        |                                   | федер. (Р-1327)                   | Новгородський район, с. Спас-Нередиці | Охоронна зона пам'ятки має вигляд прямокутника зі сторонами 69,5 х 57 х 60×55,1 м; площа становить 0,36 га |

| 8 | 79 | Церква Благовіщення на Городищі | 1103, 1342—1343 рр. | федер. (Р-1327) | Великий Новгород, д. Городище | Територія пам'ятника має вигляд неправильного чотирикутника зі сторонами 57 х 72 х 52,6 х 63, 4 м; площа — 0,37 га |

| 9. Скит Перинський, XIII—XIX ст. | 9. Скит Перинський, XIII—XIX ст. | 9. Скит Перинський, XIII—XIX ст. | 9. Скит Перинський, XIII—XIX ст. | 9. Скит Перинський, XIII—XIX ст. | 9. Скит Перинський, XIII—XIX ст.  | 9. Скит Перинський, XIII—XIX ст. |
| -------------------------------- | -------------------------------- | -------------------------------- | -------------------------------- | -------------------------------- | --------------------------------- | --- |
|                                  | 80                               | - церква Різдва Богородиці       | XIII в.                          | федер. (Р-1327)                  | Великий Новгород, Перинський скит | Охоронною зоною є вся територія пагорба (острова) в його природних межах. Межі охоронної зони проходять за 40 м на північ від церкви Різдва Богородиці, за 60 м на південь, за 60 м на захід, східним кордоном слугує р. Волхов |
| Будівлі XIX в.                   |                                  |                                  |                                  |                                  |                                   | Охоронною зоною є вся територія пагорба (острова) в його природних межах. Межі охоронної зони проходять за 40 м на північ від церкви Різдва Богородиці, за 60 м на південь, за 60 м на захід, східним кордоном слугує р. Волхов |
|                                  | 81                               | - корпус архімандритській        | 1830 р.                          | федер. (Р-624)                   | Великий Новгород, Перинський скит | Охоронною зоною є вся територія пагорба (острова) в його природних межах. Межі охоронної зони проходять за 40 м на північ від церкви Різдва Богородиці, за 60 м на південь, за 60 м на захід, східним кордоном слугує р. Волхов |
|                                  | 82                               | - корпус братський із трапезною  | 1830 р.                          | федер. (Р-624)                   | Великий Новгород, Перинський скит | Охоронною зоною є вся територія пагорба (острова) в його природних межах. Межі охоронної зони проходять за 40 м на північ від церкви Різдва Богородиці, за 60 м на південь, за 60 м на захід, східним кордоном слугує р. Волхов |
|                                  | 83                               | - корпус північно-західний       | XIX ст.                          | виявлений                        | Великий Новгород, Перинський скит | Охоронною зоною є вся територія пагорба (острова) в його природних межах. Межі охоронної зони проходять за 40 м на північ від церкви Різдва Богородиці, за 60 м на південь, за 60 м на захід, східним кордоном слугує р. Волхов |
|                                  | 84                               | - корпус скитоначальника         | 1830 р.                          | федер. (Р-624)                   | Великий Новгород, Перинський скит | Охоронною зоною є вся територія пагорба (острова) в його природних межах. Межі охоронної зони проходять за 40 м на північ від церкви Різдва Богородиці, за 60 м на південь, за 60 м на захід, східним кордоном слугує р. Волхов |
|                                  | 85                               | - огорожа (залишки)              | XIX ст.                          | виявлений                        | Великий Новгород, Перинський скит | Охоронною зоною є вся територія пагорба (острова) в його природних межах. Межі охоронної зони проходять за 40 м на північ від церкви Різдва Богородиці, за 60 м на південь, за 60 м на захід, східним кордоном слугує р. Волхов |
|                                  | 86                               | - насадження скиту               | XIII-XIX ст.                     | регіон. (М-21)                   | Великий Новгород, Перинський скит | Охоронною зоною є вся територія пагорба (острова) в його природних межах. Межі охоронної зони проходять за 40 м на північ від церкви Різдва Богородиці, за 60 м на південь, за 60 м на захід, східним кордоном слугує р. Волхов |

| 10. Монастир Юр'їв, XII—XIX ст. | 10. Монастир Юр'їв, XII—XIX ст. | 10. Монастир Юр'їв, XII—XIX ст.                             | 10. Монастир Юр'їв, XII—XIX ст. | 10. Монастир Юр'їв, XII—XIX ст. | 10. Монастир Юр'їв, XII—XIX ст. | 10. Монастир Юр'їв, XII—XIX ст. |
| ------------------------------- | ------------------------------- | ----------------------------------------------------------- | ------------------------------- | ------------------------------- | ------------------------------- | --- |
|                                 | 87                              | - Георгіївський собор                                       | 1119 р.                         | федер.(Р-1327)                  | Великий Новгород, с. Юр'єво     | Охоронна зона становить усю територію всередині монастиря та ділянку довкола периметра монастирської забудови за 200 м на південь, захід, північ; на сході ділянка вздовж р. Волхов між стінами монастиря та берегом, включається до охоронної зони. На півночі сполучається з охоронною зоною Музею дерев'яного зодчества «Вітославлиці» |
|                                 | 88                              | - Спаський собор                                            | 1763, 1824 рр.                  | федер.(Р-1327)                  | Великий Новгород, с. Юр'єво     | Охоронна зона становить усю територію всередині монастиря та ділянку довкола периметра монастирської забудови за 200 м на південь, захід, північ; на сході ділянка вздовж р. Волхов між стінами монастиря та берегом, включається до охоронної зони. На півночі сполучається з охоронною зоною Музею дерев'яного зодчества «Вітославлиці» |
|                                 | 89                              | - Хрестовоздвиженський собор                                | 1761, 1823 рр.                  | федер.(Р-1327)                  | Великий Новгород, с. Юр'єво     | Охоронна зона становить усю територію всередині монастиря та ділянку довкола периметра монастирської забудови за 200 м на південь, захід, північ; на сході ділянка вздовж р. Волхов між стінами монастиря та берегом, включається до охоронної зони. На півночі сполучається з охоронною зоною Музею дерев'яного зодчества «Вітославлиці» |
|                                 | 90                              | - дзвіниця надбрамна                                        | 1841 р.                         | федер.(Р-1327)                  | Великий Новгород, с. Юр'єво     | Охоронна зона становить усю територію всередині монастиря та ділянку довкола периметра монастирської забудови за 200 м на південь, захід, північ; на сході ділянка вздовж р. Волхов між стінами монастиря та берегом, включається до охоронної зони. На півночі сполучається з охоронною зоною Музею дерев'яного зодчества «Вітославлиці» |
| Стіни та вежі XVIII—XIX ст.     |                                 |                                                             |                                 |                                 |                                 | Охоронна зона становить усю територію всередині монастиря та ділянку довкола периметра монастирської забудови за 200 м на південь, захід, північ; на сході ділянка вздовж р. Волхов між стінами монастиря та берегом, включається до охоронної зони. На півночі сполучається з охоронною зоною Музею дерев'яного зодчества «Вітославлиці» |
|                                 | 91                              | - стіни                                                     | XVIII в., 1824 р.               | виявлений                       | Великий Новгород, с. Юр'єво     | Охоронна зона становить усю територію всередині монастиря та ділянку довкола периметра монастирської забудови за 200 м на південь, захід, північ; на сході ділянка вздовж р. Волхов між стінами монастиря та берегом, включається до охоронної зони. На півночі сполучається з охоронною зоною Музею дерев'яного зодчества «Вітославлиці» |
|                                 | 92                              | - вежа північно-західна                                     | 1830 р.                         | виявлений                       | Великий Новгород, с. Юр'єво     | Охоронна зона становить усю територію всередині монастиря та ділянку довкола периметра монастирської забудови за 200 м на південь, захід, північ; на сході ділянка вздовж р. Волхов між стінами монастиря та берегом, включається до охоронної зони. На півночі сполучається з охоронною зоною Музею дерев'яного зодчества «Вітославлиці» |
|                                 | 93                              | - вежа південно-східна (церква Михаїла)                     | XVIII в., 1835 г.               | виявлений                       | Великий Новгород, с. Юр'єво     | Охоронна зона становить усю територію всередині монастиря та ділянку довкола периметра монастирської забудови за 200 м на південь, захід, північ; на сході ділянка вздовж р. Волхов між стінами монастиря та берегом, включається до охоронної зони. На півночі сполучається з охоронною зоною Музею дерев'яного зодчества «Вітославлиці» |
|                                 | 94                              | - вежа південно-західна                                     | 1825 г.                         | виявлений                       | Великий Новгород, с. Юр'єво     | Охоронна зона становить усю територію всередині монастиря та ділянку довкола периметра монастирської забудови за 200 м на південь, захід, північ; на сході ділянка вздовж р. Волхов між стінами монастиря та берегом, включається до охоронної зони. На півночі сполучається з охоронною зоною Музею дерев'яного зодчества «Вітославлиці» |
|                                 | 95                              | - брама східна                                              | 1824 г.                         | виявлений                       | Великий Новгород, с. Юр'єво     | Охоронна зона становить усю територію всередині монастиря та ділянку довкола периметра монастирської забудови за 200 м на південь, захід, північ; на сході ділянка вздовж р. Волхов між стінами монастиря та берегом, включається до охоронної зони. На півночі сполучається з охоронною зоною Музею дерев'яного зодчества «Вітославлиці» |
|                                 | 96                              | - брама західна                                             | 1833 г.                         | виявлений                       | Великий Новгород, с. Юр'єво     | Охоронна зона становить усю територію всередині монастиря та ділянку довкола периметра монастирської забудови за 200 м на південь, захід, північ; на сході ділянка вздовж р. Волхов між стінами монастиря та берегом, включається до охоронної зони. На півночі сполучається з охоронною зоною Музею дерев'яного зодчества «Вітославлиці» |
| Будівлі XVIII—XIX ст.           |                                 |                                                             |                                 |                                 |                                 | Охоронна зона становить усю територію всередині монастиря та ділянку довкола периметра монастирської забудови за 200 м на південь, захід, північ; на сході ділянка вздовж р. Волхов між стінами монастиря та берегом, включається до охоронної зони. На півночі сполучається з охоронною зоною Музею дерев'яного зодчества «Вітославлиці» |
|                                 | 97                              | - ківорій                                                   | XIX в.                          | виявлений                       | Великий Новгород, с. Юр'єво     | Охоронна зона становить усю територію всередині монастиря та ділянку довкола периметра монастирської забудови за 200 м на південь, захід, північ; на сході ділянка вздовж р. Волхов між стінами монастиря та берегом, включається до охоронної зони. На півночі сполучається з охоронною зоною Музею дерев'яного зодчества «Вітославлиці» |
|                                 | 98                              | - стайня                                                    | XIX ст.                         | федер.(Р-1327)                  | Великий Новгород, с. Юр'єво     | Охоронна зона становить усю територію всередині монастиря та ділянку довкола периметра монастирської забудови за 200 м на південь, захід, північ; на сході ділянка вздовж р. Волхов між стінами монастиря та берегом, включається до охоронної зони. На півночі сполучається з охоронною зоною Музею дерев'яного зодчества «Вітославлиці» |
|                                 | 99                              | - корпус архімандритський                                   | 1768, 1824 р.                   | виявлений                       | Великий Новгород, с. Юр'єво     | Охоронна зона становить усю територію всередині монастиря та ділянку довкола периметра монастирської забудови за 200 м на південь, захід, північ; на сході ділянка вздовж р. Волхов між стінами монастиря та берегом, включається до охоронної зони. На півночі сполучається з охоронною зоною Музею дерев'яного зодчества «Вітославлиці» |
|                                 | 100                             | - корпус братський східний                                  | 1825 р.                         | федер.(Р-1327)                  | Великий Новгород, с. Юр'єво     | Охоронна зона становить усю територію всередині монастиря та ділянку довкола периметра монастирської забудови за 200 м на південь, захід, північ; на сході ділянка вздовж р. Волхов між стінами монастиря та берегом, включається до охоронної зони. На півночі сполучається з охоронною зоною Музею дерев'яного зодчества «Вітославлиці» |
|                                 | 101                             | - корпус братський західний зі стіною та брамою             | XIX ст.                         | виявлений                       | Великий Новгород, с. Юр'єво     | Охоронна зона становить усю територію всередині монастиря та ділянку довкола периметра монастирської забудови за 200 м на південь, захід, північ; на сході ділянка вздовж р. Волхов між стінами монастиря та берегом, включається до охоронної зони. На півночі сполучається з охоронною зоною Музею дерев'яного зодчества «Вітославлиці» |
|                                 | 102                             | - корпус гостинний                                          | 1830 р.                         | виявлений                       | Великий Новгород, с. Юр'єво     | Охоронна зона становить усю територію всередині монастиря та ділянку довкола периметра монастирської забудови за 200 м на південь, захід, північ; на сході ділянка вздовж р. Волхов між стінами монастиря та берегом, включається до охоронної зони. На півночі сполучається з охоронною зоною Музею дерев'яного зодчества «Вітославлиці» |
|                                 | 103                             | - корпус каретний                                           | XVIII ст.                       | виявлений                       | Великий Новгород, с. Юр'єво     | Охоронна зона становить усю територію всередині монастиря та ділянку довкола периметра монастирської забудови за 200 м на південь, захід, північ; на сході ділянка вздовж р. Волхов між стінами монастиря та берегом, включається до охоронної зони. На півночі сполучається з охоронною зоною Музею дерев'яного зодчества «Вітославлиці» |
|                                 | 104                             | - покої настоятельські літні (частина південного корпусу)   | 1818, 1833 рр.                  | виявлений                       | Великий Новгород, с. Юр'єво     | Охоронна зона становить усю територію всередині монастиря та ділянку довкола периметра монастирської забудови за 200 м на південь, захід, північ; на сході ділянка вздовж р. Волхов між стінами монастиря та берегом, включається до охоронної зони. На півночі сполучається з охоронною зоною Музею дерев'яного зодчества «Вітославлиці» |
|                                 | 105                             | - корпус Орловський братський                               | 1827 р.                         | федер.(Р-1327)                  | Великий Новгород, с. Юр'єво     | Охоронна зона становить усю територію всередині монастиря та ділянку довкола периметра монастирської забудови за 200 м на південь, захід, північ; на сході ділянка вздовж р. Волхов між стінами монастиря та берегом, включається до охоронної зони. На півночі сполучається з охоронною зоною Музею дерев'яного зодчества «Вітославлиці» |
|                                 | 106                             | - корпус північний (намісника, скарбника та ризничого)      | 1828 р.                         | федер.(Р-1327)                  | Великий Новгород, с. Юр'єво     | Охоронна зона становить усю територію всередині монастиря та ділянку довкола периметра монастирської забудови за 200 м на південь, захід, північ; на сході ділянка вздовж р. Волхов між стінами монастиря та берегом, включається до охоронної зони. На півночі сполучається з охоронною зоною Музею дерев'яного зодчества «Вітославлиці» |
|                                 | 107                             | - корпус південний (больничний) з церквою Неопалимою Купини | 1830 р.                         | федер.(Р-1327)                  | Великий Новгород, с. Юр'єво     | Охоронна зона становить усю територію всередині монастиря та ділянку довкола периметра монастирської забудови за 200 м на південь, захід, північ; на сході ділянка вздовж р. Волхов між стінами монастиря та берегом, включається до охоронної зони. На півночі сполучається з охоронною зоною Музею дерев'яного зодчества «Вітославлиці» |
|                                 | 108                             | - майстерні столярні та слюсарні                            | 1828 р.                         | виявлений                       | Великий Новгород, с. Юр'єво     | Охоронна зона становить усю територію всередині монастиря та ділянку довкола периметра монастирської забудови за 200 м на південь, захід, північ; на сході ділянка вздовж р. Волхов між стінами монастиря та берегом, включається до охоронної зони. На півночі сполучається з охоронною зоною Музею дерев'яного зодчества «Вітославлиці» |
|                                 | 109                             | - майстерня швацька                                         | 1823-1833 гг.                   | виявлений                       | Великий Новгород, с. Юр'єво     | Охоронна зона становить усю територію всередині монастиря та ділянку довкола периметра монастирської забудови за 200 м на південь, захід, північ; на сході ділянка вздовж р. Волхов між стінами монастиря та берегом, включається до охоронної зони. На півночі сполучається з охоронною зоною Музею дерев'яного зодчества «Вітославлиці» |
|                                 | 110                             | - будинок за західною стіною монастиря                      | XIX в.                          | виявлений                       | Великий Новгород, с. Юр'єво     | Охоронна зона становить усю територію всередині монастиря та ділянку довкола периметра монастирської забудови за 200 м на південь, захід, північ; на сході ділянка вздовж р. Волхов між стінами монастиря та берегом, включається до охоронної зони. На півночі сполучається з охоронною зоною Музею дерев'яного зодчества «Вітославлиці» |
|                                 | 111                             | - став монастирський                                        | XIX ст.                         | виявлений                       |                                 | Охоронна зона становить усю територію всередині монастиря та ділянку довкола периметра монастирської забудови за 200 м на південь, захід, північ; на сході ділянка вздовж р. Волхов між стінами монастиря та берегом, включається до охоронної зони. На півночі сполучається з охоронною зоною Музею дерев'яного зодчества «Вітославлиці» |
| Пам'ятки історії                |                                 |                                                             |                                 |                                 |                                 | Охоронна зона становить усю територію всередині монастиря та ділянку довкола периметра монастирської забудови за 200 м на південь, захід, північ; на сході ділянка вздовж р. Волхов між стінами монастиря та берегом, включається до охоронної зони. На півночі сполучається з охоронною зоною Музею дерев'яного зодчества «Вітославлиці» |
|                                 | 112                             | - металева кована огорожа монастирського саду               | XIX ст.                         | виявлений                       |                                 | Охоронна зона становить усю територію всередині монастиря та ділянку довкола периметра монастирської забудови за 200 м на південь, захід, північ; на сході ділянка вздовж р. Волхов між стінами монастиря та берегом, включається до охоронної зони. На півночі сполучається з охоронною зоною Музею дерев'яного зодчества «Вітославлиці» |

| 11 | 113 | Церква Благовіщення Пресвятої Богородиці на М'ячині          | 1179, XVII ст. | федер. (Р-1327) | Великий Новгород, Аркажи (колишнє село)                                         | Межі охоронної зони захід-схід — 150 м, південь-північ — 150 м, за 83 м на північ від церкви Благовіщення Пресвятої Богородиці проходить дорога на Юр'єво. З північного сходу охоронна зона проходить по оз. М'ячина, на південь за 35 м від церкви. |
| 12 | 114 | Церква Апостолів Петра і Павла на Синичій горі (на Сільніщі) | 1185-1192 рр.  | федер. (Р-1327) | Великий Новгород, Петровське кладовище (західна околиця міста — шосе на Юр'єво) | Межі охоронної зони: 82 м на схід від пам'ятка, на захід 68 м, на північ 125 м, на південь 155 м |

| Монастир Воскресенський на М'ячині, XII—XIX ст. | Монастир Воскресенський на М'ячині, XII—XIX ст. | Монастир Воскресенський на М'ячині, XII—XIX ст.                | Монастир Воскресенський на М'ячині, XII—XIX ст. | Монастир Воскресенський на М'ячині, XII—XIX ст. | Монастир Воскресенський на М'ячині, XII—XIX ст. | Монастир Воскресенський на М'ячині, XII—XIX ст. |
| ----------------------------------------------- | ----------------------------------------------- | -------------------------------------------------------------- | ----------------------------------------------- | ----------------------------------------------- | ----------------------------------------------- | --- |
| 13                                              | 115                                             | - церква Іоанна Милостивого                                    | 1422 р.                                         | федер. (Р-1327)                                 | Великий Новгород, Воскресенська слобода         | Межа охоронної зони захід-схід — 150 м, південь-північ — 150 м, від дороги на Юр'єво — 83 м, північ-схід — оз. М'ячина, на південь від церкви Іоанна Милостивого — 35 м |
| 14                                              | 116                                             | - церква Запевнення Фоми у світле свято Воскресіння Христового | XII ст., 1464 р.                                | федер. (Р-1327)                                 | Великий Новгород, Воскресенська слобода         | Межа охоронної зони захід-схід — 150 м, південь-північ — 150 м, від дороги на Юр'єво — 83 м, північ-схід — оз. М'ячина, на південь від церкви Іоанна Милостивого — 35 м |

| 15 | 117 | 'Церква Трійці в Ямській слободі            | XIV-XVII ст. | федер. (Р-1327) | Великий Новгород, вул. Троїцька-Пробійна, 9 | Територія пам'ятки не визначена. |
| 16 | 118 | Церква Власія                               | 1407 р.      | федер. (Р-1327) | Великий Новгород, вул. Велика Власіївська   | Північна межа: від північно-східного рогу будинку № 2 по вул. Каберова-Власіївській, потім південним краєм проїжджої частини вул. Волосовою. Східна межа: до червоної лінії вул. В. Власіївської, потім від південного рогу ділянки, на якій розташована будівля кінопрокату, прямує на схід, включаючи сквер на розі вулиць В. Власіївської та Редятіної. Південна межа: від рогу земельної ділянки будинку 22 по вул. Редятіній і до західного рогу будинку № 6 по вул. Каберова-Власіївській, включаючи охоронну зону археологічної пам'ятки — Варварина монастиря. Західна межа збігається зі східною лінією забудови вул. Каберова-Власіївській |
| 17 | 119 | Церква Дванадцяти Апостолів на Пропастях    | 1455 р.      | федер. (Р-1327) | Великий Новгород, вул. Десятинна, 6         | Територія пам'ятки включає територію на північ — 25 м, на південь -45 м, на захід до міського валу, а на схід — до вул. Десятинна |
| 18 | 120 | Церква Апостолів Петра і Павла в Кожевниках | 1406 р.      | федер. (Р-1327) | Великий Новгород, вул. Звірина (Брєдова), 4 | Територія є спільною для церкви Миколи Білого, церкви Лазаря і Звірина монастиря. На півдні вона зливається з охоронною зоною земляного валу, на заході проходить по вул. Брєдова-Звірина, на сході — межею є автомагістраль. Північна межа проходить за 47 м від церкви Симеона. |

| Монастир Ніколо-Бєльський | Монастир Ніколо-Бєльський | Монастир Ніколо-Бєльський  | Монастир Ніколо-Бєльський | Монастир Ніколо-Бєльський | Монастир Ніколо-Бєльський                    | Монастир Ніколо-Бєльський |
| ------------------------- | ------------------------- | -------------------------- | ------------------------- | ------------------------- | -------------------------------------------- | --- |
| 19                        | 121                       | - церква Миколи Білого     | 1313 р. XVII ст.          | федер. (Р-1327)           | Великий Новгород, вул. Звірина (Брєдова), 14 | Територія є спільною для церкви Миколи Білого, церкви Лазаря і Звірина монастиря. На півдні вона збігається з охоронною зоною земляного валу, на заході проходить вул. Брєдова-Звірина, на сході — межею є автомагістраль. Північна межа проходить за 47 м від церкви Симеона |
|                           | 122                       | - корпус південний         | XIX ст.                   | виявлений                 | Великий Новгород, вул. Звірина (Брєдова), 14 | Територія є спільною для церкви Миколи Білого, церкви Лазаря і Звірина монастиря. На півдні вона збігається з охоронною зоною земляного валу, на заході проходить вул. Брєдова-Звірина, на сході — межею є автомагістраль. Північна межа проходить за 47 м від церкви Симеона |
|                           | 123                       | - корпус південно-західний | XIX ст.                   | виявлений                 | Великий Новгород, вул. Звірина (Брєдова), 14 | Територія є спільною для церкви Миколи Білого, церкви Лазаря і Звірина монастиря. На півдні вона збігається з охоронною зоною земляного валу, на заході проходить вул. Брєдова-Звірина, на сході — межею є автомагістраль. Північна межа проходить за 47 м від церкви Симеона |
|                           | 124                       | - корпус північно-західний | XIX ст.                   | виявлений                 | Великий Новгород, вул. Звірина (Брєдова), 14 | Територія є спільною для церкви Миколи Білого, церкви Лазаря і Звірина монастиря. На півдні вона збігається з охоронною зоною земляного валу, на заході проходить вул. Брєдова-Звірина, на сході — межею є автомагістраль. Північна межа проходить за 47 м від церкви Симеона |
|                           | 125                       | - корпус північно-східний  | XIX ст.                   | виявлений                 | Великий Новгород, вул. Звірина (Брєдова), 14 | Територія є спільною для церкви Миколи Білого, церкви Лазаря і Звірина монастиря. На півдні вона збігається з охоронною зоною земляного валу, на заході проходить вул. Брєдова-Звірина, на сході — межею є автомагістраль. Північна межа проходить за 47 м від церкви Симеона |

| 20. Монастир Звірин, XIV—XIX ст. | 20. Монастир Звірин, XIV—XIX ст. | 20. Монастир Звірин, XIV—XIX ст. | 20. Монастир Звірин, XIV—XIX ст. | 20. Монастир Звірин, XIV—XIX ст. | 20. Монастир Звірин, XIV—XIX ст.             | 20. Монастир Звірин, XIV—XIX ст. |
| -------------------------------- | -------------------------------- | -------------------------------- | -------------------------------- | -------------------------------- | -------------------------------------------- | --- |
|                                  | 126                              | - церква Симеона                 | 1467 р.                          | федер. (Р-1327)                  | Великий Новгород, вул. Лазаревська 1         | Східна межа: від кінцевої точки північної межі і проходить на 180 м азимут 143 градусів, далі на 20 м азимут 176 градусів, далі на 130 м азимут 156 градусів. Північна межа: від південного рогу будинку № 25 по вул. Звіриній, проходить паралельно фасаду будівлі і йде від східного кута зазначеного будинку на 25 м вздовж торця західного. Далі повертає на 22 градусів і йде на 150 м. Західна межа: від південно-західного рогу огорожі будинку № 18 по вул. Лазаревській, проходить західним боком огорожі і далі йде до південного рогу будинку № 25 по вул. Звіриній. Південна межа: за 50 м на схід від південно-східного рогу південного корпусу Ніколо-Бєльського монастиря, проходить уздовж фасаду корпусу і йде до західного боку вул. Звірино-Брєдова, далі повертає на північ і йде на 50 м вздовж західного боку вул. Звіриної, далі повертає на захід і йде до південно-західного рогу огорожі будинку № 18 по вул. Лазаревській |
|                                  | 127                              | - церква Покрови                 | 1399 р. XVII ст.                 | федер. (Р-1327)                  | Великий Новгород, вул. Лазаревська           | Східна межа: від кінцевої точки північної межі і проходить на 180 м азимут 143 градусів, далі на 20 м азимут 176 градусів, далі на 130 м азимут 156 градусів. Північна межа: від південного рогу будинку № 25 по вул. Звіриній, проходить паралельно фасаду будівлі і йде від східного кута зазначеного будинку на 25 м вздовж торця західного. Далі повертає на 22 градусів і йде на 150 м. Західна межа: від південно-західного рогу огорожі будинку № 18 по вул. Лазаревській, проходить західним боком огорожі і далі йде до південного рогу будинку № 25 по вул. Звіриній. Південна межа: за 50 м на схід від південно-східного рогу південного корпусу Ніколо-Бєльського монастиря, проходить уздовж фасаду корпусу і йде до західного боку вул. Звірино-Брєдова, далі повертає на північ і йде на 50 м вздовж західного боку вул. Звіриної, далі повертає на захід і йде до південно-західного рогу огорожі будинку № 18 по вул. Лазаревській |
|                                  | 128                              | - собор Покрова Богородиці       | XIX ст.                          | федер. (Р-1327)                  | Великий Новгород, вул. Лазаревська           | Східна межа: від кінцевої точки північної межі і проходить на 180 м азимут 143 градусів, далі на 20 м азимут 176 градусів, далі на 130 м азимут 156 градусів. Північна межа: від південного рогу будинку № 25 по вул. Звіриній, проходить паралельно фасаду будівлі і йде від східного кута зазначеного будинку на 25 м вздовж торця західного. Далі повертає на 22 градусів і йде на 150 м. Західна межа: від південно-західного рогу огорожі будинку № 18 по вул. Лазаревській, проходить західним боком огорожі і далі йде до південного рогу будинку № 25 по вул. Звіриній. Південна межа: за 50 м на схід від південно-східного рогу південного корпусу Ніколо-Бєльського монастиря, проходить уздовж фасаду корпусу і йде до західного боку вул. Звірино-Брєдова, далі повертає на північ і йде на 50 м вздовж західного боку вул. Звіриної, далі повертає на захід і йде до південно-західного рогу огорожі будинку № 18 по вул. Лазаревській |
|                                  | 129                              | - корпус південний               | XIX ст.                          | виявлений                        | Великий Новгород, вул. Звірина (Брєдова), 16 | Східна межа: від кінцевої точки північної межі і проходить на 180 м азимут 143 градусів, далі на 20 м азимут 176 градусів, далі на 130 м азимут 156 градусів. Північна межа: від південного рогу будинку № 25 по вул. Звіриній, проходить паралельно фасаду будівлі і йде від східного кута зазначеного будинку на 25 м вздовж торця західного. Далі повертає на 22 градусів і йде на 150 м. Західна межа: від південно-західного рогу огорожі будинку № 18 по вул. Лазаревській, проходить західним боком огорожі і далі йде до південного рогу будинку № 25 по вул. Звіриній. Південна межа: за 50 м на схід від південно-східного рогу південного корпусу Ніколо-Бєльського монастиря, проходить уздовж фасаду корпусу і йде до західного боку вул. Звірино-Брєдова, далі повертає на північ і йде на 50 м вздовж західного боку вул. Звіриної, далі повертає на захід і йде до південно-західного рогу огорожі будинку № 18 по вул. Лазаревській |
|                                  | 130                              | - дзвіниця надбрамна             | XIX ст.                          | виявлений                        |                                              | Східна межа: від кінцевої точки північної межі і проходить на 180 м азимут 143 градусів, далі на 20 м азимут 176 градусів, далі на 130 м азимут 156 градусів. Північна межа: від південного рогу будинку № 25 по вул. Звіриній, проходить паралельно фасаду будівлі і йде від східного кута зазначеного будинку на 25 м вздовж торця західного. Далі повертає на 22 градусів і йде на 150 м. Західна межа: від південно-західного рогу огорожі будинку № 18 по вул. Лазаревській, проходить західним боком огорожі і далі йде до південного рогу будинку № 25 по вул. Звіриній. Південна межа: за 50 м на схід від південно-східного рогу південного корпусу Ніколо-Бєльського монастиря, проходить уздовж фасаду корпусу і йде до західного боку вул. Звірино-Брєдова, далі повертає на північ і йде на 50 м вздовж західного боку вул. Звіриної, далі повертає на захід і йде до південно-західного рогу огорожі будинку № 18 по вул. Лазаревській |
|                                  | 131                              | - корпус західний                | XIX ст.                          | виявлений                        |                                              | Східна межа: від кінцевої точки північної межі і проходить на 180 м азимут 143 градусів, далі на 20 м азимут 176 градусів, далі на 130 м азимут 156 градусів. Північна межа: від південного рогу будинку № 25 по вул. Звіриній, проходить паралельно фасаду будівлі і йде від східного кута зазначеного будинку на 25 м вздовж торця західного. Далі повертає на 22 градусів і йде на 150 м. Західна межа: від південно-західного рогу огорожі будинку № 18 по вул. Лазаревській, проходить західним боком огорожі і далі йде до південного рогу будинку № 25 по вул. Звіриній. Південна межа: за 50 м на схід від південно-східного рогу південного корпусу Ніколо-Бєльського монастиря, проходить уздовж фасаду корпусу і йде до західного боку вул. Звірино-Брєдова, далі повертає на північ і йде на 50 м вздовж західного боку вул. Звіриної, далі повертає на захід і йде до південно-західного рогу огорожі будинку № 18 по вул. Лазаревській |
|                                  | 132                              | - каплиця                        | поч. XX ст.                      | виявлений                        |                                              | Східна межа: від кінцевої точки північної межі і проходить на 180 м азимут 143 градусів, далі на 20 м азимут 176 градусів, далі на 130 м азимут 156 градусів. Північна межа: від південного рогу будинку № 25 по вул. Звіриній, проходить паралельно фасаду будівлі і йде від східного кута зазначеного будинку на 25 м вздовж торця західного. Далі повертає на 22 градусів і йде на 150 м. Західна межа: від південно-західного рогу огорожі будинку № 18 по вул. Лазаревській, проходить західним боком огорожі і далі йде до південного рогу будинку № 25 по вул. Звіриній. Південна межа: за 50 м на схід від південно-східного рогу південного корпусу Ніколо-Бєльського монастиря, проходить уздовж фасаду корпусу і йде до західного боку вул. Звірино-Брєдова, далі повертає на північ і йде на 50 м вздовж західного боку вул. Звіриної, далі повертає на захід і йде до південно-західного рогу огорожі будинку № 18 по вул. Лазаревській |

| Монастир Свято-Духів, XII—XIX ст. | Монастир Свято-Духів, XII—XIX ст. | Монастир Свято-Духів, XII—XIX ст.                        | Монастир Свято-Духів, XII—XIX ст. | Монастир Свято-Духів, XII—XIX ст. | Монастир Свято-Духів, XII—XIX ст. | Монастир Свято-Духів, XII—XIX ст. |
| --------------------------------- | --------------------------------- | -------------------------------------------------------- | --------------------------------- | --------------------------------- | --------------------------------- | --- |
| 21                                | 133                               | - церква Святої Трійці з трапезною                       | 1557 р.                           | федер. (Р-1327)                   | Великий Новгород, вул. Духівська  | Північна межа: від наб. р. Гзень і йде на схід південного фасаду 4-поверхового будинку № 4а по наб. р. Гзень до північно-західного рогу огорожі будинків № 20, 20а, по вул. Духівській проходить північною лінією огорожі і далі в продовження цієї лінії до вул. Лазаревської. Східна межа: від вул. Волховської в місці її перетину з вул. Лазаревською і далі йде на південь вул. Лазаревською до північно-західного рогу котельні, потім уздовж західних фасадів котельні і 2-поверхової будівлі. Південна межа: за 8 м на південь від південно-західного рогу 2-поверхового будинку по вул. Червоноармійській, проходить за 8 м від фасадів швейної фабрики і далі до кованої огорожі. Західна межа: за 45 м на північ від будівлі кордегардії і проходить східним боком вул. В. С.-Петербурзької і далі східним боком р. Гзень |
|                                   | 134                               | - церква Зішестя Святого Духа з настоятельським корпусом | 1900 р.                           | виявлений                         | Великий Новгород, вул. Духівська  | Північна межа: від наб. р. Гзень і йде на схід південного фасаду 4-поверхового будинку № 4а по наб. р. Гзень до північно-західного рогу огорожі будинків № 20, 20а, по вул. Духівській проходить північною лінією огорожі і далі в продовження цієї лінії до вул. Лазаревської. Східна межа: від вул. Волховської в місці її перетину з вул. Лазаревською і далі йде на південь вул. Лазаревською до північно-західного рогу котельні, потім уздовж західних фасадів котельні і 2-поверхової будівлі. Південна межа: за 8 м на південь від південно-західного рогу 2-поверхового будинку по вул. Червоноармійській, проходить за 8 м від фасадів швейної фабрики і далі до кованої огорожі. Західна межа: за 45 м на північ від будівлі кордегардії і проходить східним боком вул. В. С.-Петербурзької і далі східним боком р. Гзень |
|                                   | 135                               | - вежа південно-східна                                   | XIX ст.                           | виявлений                         | Великий Новгород, вул. Духівська  | Північна межа: від наб. р. Гзень і йде на схід південного фасаду 4-поверхового будинку № 4а по наб. р. Гзень до північно-західного рогу огорожі будинків № 20, 20а, по вул. Духівській проходить північною лінією огорожі і далі в продовження цієї лінії до вул. Лазаревської. Східна межа: від вул. Волховської в місці її перетину з вул. Лазаревською і далі йде на південь вул. Лазаревською до північно-західного рогу котельні, потім уздовж західних фасадів котельні і 2-поверхової будівлі. Південна межа: за 8 м на південь від південно-західного рогу 2-поверхового будинку по вул. Червоноармійській, проходить за 8 м від фасадів швейної фабрики і далі до кованої огорожі. Західна межа: за 45 м на північ від будівлі кордегардії і проходить східним боком вул. В. С.-Петербурзької і далі східним боком р. Гзень |
|                                   | 136                               | - корпус казначейський                                   | XIX ст.                           | виявлений                         | Великий Новгород, вул. Духівська  | Північна межа: від наб. р. Гзень і йде на схід південного фасаду 4-поверхового будинку № 4а по наб. р. Гзень до північно-західного рогу огорожі будинків № 20, 20а, по вул. Духівській проходить північною лінією огорожі і далі в продовження цієї лінії до вул. Лазаревської. Східна межа: від вул. Волховської в місці її перетину з вул. Лазаревською і далі йде на південь вул. Лазаревською до північно-західного рогу котельні, потім уздовж західних фасадів котельні і 2-поверхової будівлі. Південна межа: за 8 м на південь від південно-західного рогу 2-поверхового будинку по вул. Червоноармійській, проходить за 8 м від фасадів швейної фабрики і далі до кованої огорожі. Західна межа: за 45 м на північ від будівлі кордегардії і проходить східним боком вул. В. С.-Петербурзької і далі східним боком р. Гзень |
|                                   | 137                               | - корпус сестринський трапезний                          | XIX ст.                           | виявлений                         | Великий Новгород, вул. Духівська  | Північна межа: від наб. р. Гзень і йде на схід південного фасаду 4-поверхового будинку № 4а по наб. р. Гзень до північно-західного рогу огорожі будинків № 20, 20а, по вул. Духівській проходить північною лінією огорожі і далі в продовження цієї лінії до вул. Лазаревської. Східна межа: від вул. Волховської в місці її перетину з вул. Лазаревською і далі йде на південь вул. Лазаревською до північно-західного рогу котельні, потім уздовж західних фасадів котельні і 2-поверхової будівлі. Південна межа: за 8 м на південь від південно-західного рогу 2-поверхового будинку по вул. Червоноармійській, проходить за 8 м від фасадів швейної фабрики і далі до кованої огорожі. Західна межа: за 45 м на північ від будівлі кордегардії і проходить східним боком вул. В. С.-Петербурзької і далі східним боком р. Гзень |

| 22 | 138 | Церква Федора Стратилата на Щиркові вулиці з дзвіницею | XIII ст., 1682 р.      | федер. (Р-1327) | Великий Новгород, вул. Новолучанська, 10  | Східна межа: від вул. Стратілатівської і проходить вздовж західного фасаду будинку № 9а по вул. Стратилатівській до ґанку вставки між будинками № 9а і № 10 по вул. Новолучанській. Південна межа: від ґанку вставки і проходить вздовж південно-західного фасаду будинку № 9а до вул. Новолучанської. Західна межа: східним боком вул. Новолучанської до перетину з вул. Стратилатівською. Північна межа: східним боком вул. Новолучанської до перетину з вул. Стратілатівською. Північна межа: південним боком вул. Стратілатівською до внутрішньоквартального проїзду до будинку № 9а |
|    | 139 | - будинок житловий                                     | кін. XIX — поч. XX ст. | виявлений       | Великий Новгород, вул. Новолучанська, 10а | Східна межа: від вул. Стратілатівської і проходить вздовж західного фасаду будинку № 9а по вул. Стратилатівській до ґанку вставки між будинками № 9а і № 10 по вул. Новолучанській. Південна межа: від ґанку вставки і проходить вздовж південно-західного фасаду будинку № 9а до вул. Новолучанської. Західна межа: східним боком вул. Новолучанської до перетину з вул. Стратилатівською. Північна межа: східним боком вул. Новолучанської до перетину з вул. Стратілатівською. Північна межа: південним боком вул. Стратілатівською до внутрішньоквартального проїзду до будинку № 9а |
| 23 | 140 | Церква Апостолів Петра і Павла на Славнє               | 1367 р.                | федер. (Р-1327) | Великий Новгород, вул. Знаменська, 4, 6   | Східна межа збігається з внутрішньою межею охоронної зони вала Окольного міста і проходить від вул. Посольської, від північно-східного рогу земельної ділянки будинку № 1 по вул. Панкратова, йде на південний захід на 215 м до північно-західного рогу 1-поверхової виробничої будівлі на території водоочисних споруд. Південна межа починається від зазначеного вище рогу будівлі і йде територією водоочисних споруд уздовж південного фасаду 3-поверхової адміністративної будівлі до тристороннього перехрестя асфальтового проїзду, повертає на північ і йде асфальтовим проїздом до його повороту на північ. Західна межа йде за вказаним проїздом, напрямок якого збігається з вул. Знам'янською, проходить через ворота з західного боку 1-поверхового контрольно-пропускного пункту водоочисних споруд і східним боком вул. Знам'янської доходить до вул. Посольської. Північна межа: південним боком вул. Посольської до вихідної точки. |

| Храмовий комплекс, XIII—XVII ст. | Храмовий комплекс, XIII—XVII ст. | Храмовий комплекс, XIII—XVII ст.                    | Храмовий комплекс, XIII—XVII ст. | Храмовий комплекс, XIII—XVII ст. | Храмовий комплекс, XIII—XVII ст.            | Храмовий комплекс, XIII—XVII ст. |
| -------------------------------- | -------------------------------- | --------------------------------------------------- | -------------------------------- | -------------------------------- | ------------------------------------------- | --- |
| 24                               | 141                              | - церква Благовіщення Пресвятої Богородиці на Торгу | 1553 р.                          | федер. (Р-1327)                  | Великий Новгород, вул. Велика Московська, 4 | Охоронна зона церкви Благовіщення Пресвятої Богородиці на Торгу і церкви Михайла Архангела об'єднана з охоронною зоною Ярославового дворища: зі сходу на захід — 283 м, з півночі на південь — 405 м. На півночі 50 м від подорожнього палацу, 55 м від церкви Іоанна на Опоках, на південному сході об'єднана з охоронною зоною цц. Благовіщення і Михайла — 92×230 м |
| 25                               | 142                              | - дзвіниця з переходом                              | XVII ст.                         | федер. (Р-1327)                  | Великий Новгород, вул. Велика Московська, 4 | Охоронна зона церкви Благовіщення Пресвятої Богородиці на Торгу і церкви Михайла Архангела об'єднана з охоронною зоною Ярославового дворища: зі сходу на захід — 283 м, з півночі на південь — 405 м. На півночі 50 м від подорожнього палацу, 55 м від церкви Іоанна на Опоках, на південному сході об'єднана з охоронною зоною цц. Благовіщення і Михайла — 92×230 м |
| 25                               | 143                              | - церква Михаїла Архангела                          | 1300 р XVI—XIX ст.               | федер. (Р-1327)                  | Великий Новгород, вул. Велика Московська, 4 | Охоронна зона церкви Благовіщення Пресвятої Богородиці на Торгу і церкви Михайла Архангела об'єднана з охоронною зоною Ярославового дворища: зі сходу на захід — 283 м, з півночі на південь — 405 м. На півночі 50 м від подорожнього палацу, 55 м від церкви Іоанна на Опоках, на південному сході об'єднана з охоронною зоною цц. Благовіщення і Михайла — 92×230 м |

| 26 | 144 | Церква Філіпа Апостола з боковим вівтарем Миколи | 1526 р. | федер. (Р-1327) | Великий Новгород, вул. Знам'янська, 32/34 | Охоронна зона об'єднується з охоронною зоною Знам'янського собору, церкви Спаса Преображення і будинком Передольского. |

| 27. Храмовий комплекс Знаменського собору, XVII—XIX ст. | 27. Храмовий комплекс Знаменського собору, XVII—XIX ст. | 27. Храмовий комплекс Знаменського собору, XVII—XIX ст. | 27. Храмовий комплекс Знаменського собору, XVII—XIX ст. | 27. Храмовий комплекс Знаменського собору, XVII—XIX ст. | 27. Храмовий комплекс Знаменського собору, XVII—XIX ст. | 27. Храмовий комплекс Знаменського собору, XVII—XIX ст. |
| ------------------------------------------------------- | ------------------------------------------------------- | ------------------------------------------------------- | ------------------------------------------------------- | ------------------------------------------------------- | ------------------------------------------------------- | --- |
|                                                         | 145                                                     | - Знаменський собор                                     | 1682-1688 рр.                                           | федер. (Р-1327)                                         | Великий Новгород, Ілліна вул.                           | Охоронна зона об'єднана з охоронними зонами церкви Спаса Преображення на північному сході, церкви Пилипа Апостола на півдні. Межі охоронної зони проходять за 70 м на північ від собору, за 57 м на схід від східного корпусу і за 55 м на захід від західного корпусу |
|                                                         | 146                                                     | - дзвіниця                                              | XVII ст.                                                | федер. (Р-1327)                                         | Великий Новгород, Ілліна вул.                           | Охоронна зона об'єднана з охоронними зонами церкви Спаса Преображення на північному сході, церкви Пилипа Апостола на півдні. Межі охоронної зони проходять за 70 м на північ від собору, за 57 м на схід від східного корпусу і за 55 м на захід від західного корпусу |
| Стіни, XVIII—XIX ст.                                    |                                                         |                                                         |                                                         |                                                         |                                                         | Охоронна зона об'єднана з охоронними зонами церкви Спаса Преображення на північному сході, церкви Пилипа Апостола на півдні. Межі охоронної зони проходять за 70 м на північ від собору, за 57 м на схід від східного корпусу і за 55 м на захід від західного корпусу |
|                                                         | 147                                                     | - корпус південний                                      | XVIII ст.                                               | виявлений                                               | Великий Новгород, Ілліна вул.                           | Охоронна зона об'єднана з охоронними зонами церкви Спаса Преображення на північному сході, церкви Пилипа Апостола на півдні. Межі охоронної зони проходять за 70 м на північ від собору, за 57 м на схід від східного корпусу і за 55 м на захід від західного корпусу |
|                                                         | 148                                                     | - корпус східний зі стіною                              | XIX ст.                                                 | федер. (Р-1327)                                         | Великий Новгород, Ілліна вул.                           | Охоронна зона об'єднана з охоронними зонами церкви Спаса Преображення на північному сході, церкви Пилипа Апостола на півдні. Межі охоронної зони проходять за 70 м на північ від собору, за 57 м на схід від східного корпусу і за 55 м на захід від західного корпусу |
|                                                         | 149                                                     | - корпус західний                                       | XVII ст.                                                | федер. (Р-1327)                                         | Великий Новгород, Ілліна вул.                           | Охоронна зона об'єднана з охоронними зонами церкви Спаса Преображення на північному сході, церкви Пилипа Апостола на півдні. Межі охоронної зони проходять за 70 м на північ від собору, за 57 м на схід від східного корпусу і за 55 м на захід від західного корпусу |
|                                                         | 150                                                     | - Святі ворота з келіями                                | XIX ст.                                                 | федер. (Р-1327)                                         | Великий Новгород, Ілліна вул.                           | Охоронна зона об'єднана з охоронними зонами церкви Спаса Преображення на північному сході, церкви Пилипа Апостола на півдні. Межі охоронної зони проходять за 70 м на північ від собору, за 57 м на схід від східного корпусу і за 55 м на захід від західного корпусу |
|                                                         | 151                                                     | - стіна огорожі                                         | XVIII-XIX ст.                                           | виявлений                                               | Великий Новгород, Ілліна вул.                           | Охоронна зона об'єднана з охоронними зонами церкви Спаса Преображення на північному сході, церкви Пилипа Апостола на півдні. Межі охоронної зони проходять за 70 м на північ від собору, за 57 м на схід від східного корпусу і за 55 м на захід від західного корпусу |

| 28 | 152 | Церква Спаса Преображення         | 1374 р  | федер. (Р-1327) | Великий Новгород, Ілліна вул.                | Охоронна зона об'єднується з охоронною зоною Знам'янського собору і церкви Пилипа Апостола. |
| 29 | 153 | Церква Климента на Іворові вулиці | 1519 р. | федер. (Р-1327) | Великий Новгород, вул. Велика Московська, 36 | Охоронна зона об'єднується з охоронною зоною церкви Великомученика Дмитрія Солунського, дзвіницею і руїнами будиночка XVII ст. Межі охоронної зони: вулицями Федоровський Струмок, В. Московської, Рогатиця, зі сходу межі — за 24 м від церкви Климента паралельно вул. Михайловій. |

| Храмовий комплекс, XV—XVII ст. | Храмовий комплекс, XV—XVII ст. | Храмовий комплекс, XV—XVII ст.              | Храмовий комплекс, XV—XVII ст. | Храмовий комплекс, XV—XVII ст. | Храмовий комплекс, XV—XVII ст.               | Храмовий комплекс, XV—XVII ст. |
| ------------------------------ | ------------------------------ | ------------------------------------------- | ------------------------------ | ------------------------------ | -------------------------------------------- | --- |
| 30                             | 154                            | - церква Великомученика Дмитрія Солунського | 1462 р.                        | федер. (Р-1327)                | Великий Новгород, вул. Велика Московська, 42 | Охоронна зона об'єднана з охоронною зоною церкви Климента, 40 м зі сходу. Входить до комплексної охоронної зону історичного ядра Великого Новгорода. |
| 30                             | 155                            | - дзвіниця                                  | XVII ст.                       | федер. (Р-1327)                | Великий Новгород, вул. Велика Московська, 42 | Охоронна зона об'єднана з охоронною зоною церкви Климента, 40 м зі сходу. Входить до комплексної охоронної зону історичного ядра Великого Новгорода. |

| 31 | 156 | Церква Федора Стратилата на Струмку | 1361 р. | федер. (Р-1327) | Великий Новгород, вул. Федоровський струмок, 19 | Західна межа: від південно-західного рогу Андріївської вул., її східним боком на північ, оминає будівлю дзвіниці і, пройшовши ще 40 м, закінчується біля внутрішнього проїзду до будинку № 21. Північна межа проходить внутрішньоквартальними проїздами до будинку № 21, загальна довжина — 20 м. Південна межа: від південно-західного рогу Андріївської вул., уздовж північного боку вул. Федоровський Струмок віддаляється на схід на відстань 55 м. Східна межа являє опукло-увігнуту лінію, що сполучає східну крайню точку північної межі та аналогічну точку південної межі, повторюючи контур внутрішньоквартальної пішохідної доріжки, що обгороджує газон зі східного боку пам'ятки. |

| Монастир Михалицький Богородицький, XIV—XVII ст. | Монастир Михалицький Богородицький, XIV—XVII ст. | Монастир Михалицький Богородицький, XIV—XVII ст. | Монастир Михалицький Богородицький, XIV—XVII ст. | Монастир Михалицький Богородицький, XIV—XVII ст. | Монастир Михалицький Богородицький, XIV—XVII ст. | Монастир Михалицький Богородицький, XIV—XVII ст. |
| ------------------------------------------------ | ------------------------------------------------ | ------------------------------------------------ | ------------------------------------------------ | ------------------------------------------------ | ------------------------------------------------ | --- |
| 32                                               | 157                                              | - церква Різдва Богородиці                       | 1379 р. XVII ст.                                 | федер. (Р-1327)                                  | Великий Новгород, вул. Молотковська, 16          | Охоронна зона монастиря проходить вул. Герасименка-Маніцина, Молотковською, Червоною. Східна межа — 37 м від церкви Різдва Богородиці. Площа охоронної зони -145 х 85 м. |
| 33                                               | 158                                              | - трапезна з церквою Михаїла Малеїна з дзвіницею | 1557 р. XVII ст.                                 | федер. (Р-1327)                                  | Великий Новгород, вул. Молотковська, 14          | Охоронна зона монастиря проходить вул. Герасименка-Маніцина, Молотковською, Червоною. Східна межа — 37 м від церкви Різдва Богородиці. Площа охоронної зони -145 х 85 м. |

| 34 | 159 | Церква Різдва Христового на Красному полі | 1382 р. | федер. (Р-1327) | Великий Новгород, Різдвяне кладовище | Межа охоронної зони: 99 м на схід від церкви Різдва Христового, 95 м на північ, 110 м на південь, 52 м на захід.                                                       |
| 35 | 160 | Церква Бориса і Гліба у Плотніках         | 1536 р. | федер. (Р-1327) | Великий Новгород, наб. О. Невського  | Охоронна зона з західного боку межує з берегом р. Волхов, з південного за 21 м від будівлі і східного 40 м.                                                            |
| 36 | 161 | Церква Іоанна Богослова на Витці          | 1384 р. | федер. (Р-1327) | Великий Новгород, наб. О. Невського  | Охоронна зона об'єднана з охоронною зоною церкви Бориса і Гліба, оборонним валом і кордегардії. На північ і схід — 40 м від церкви, на захід — за 115 м від р. Волхов. |

| 37. Монастир Антоніїв, XII—XIX ст. | 37. Монастир Антоніїв, XII—XIX ст. | 37. Монастир Антоніїв, XII—XIX ст.               | 37. Монастир Антоніїв, XII—XIX ст. | 37. Монастир Антоніїв, XII—XIX ст. | 37. Монастир Антоніїв, XII—XIX ст.    | 37. Монастир Антоніїв, XII—XIX ст. |
| ---------------------------------- | ---------------------------------- | ------------------------------------------------ | ---------------------------------- | ---------------------------------- | ------------------------------------- | --- |
|                                    | 162                                | - собор Різдва Богородиці                        | 1117 р.                            | федер. (Р-1327)                    | Великий Новгород, Антоново            | Східна межа: від вул. Студентська, лінією огорожі на північ, йдучи нею, повертає на схід, знову на північ, проходячи за 60 м від східної межі території комплексу пам'яток Антонієвого монастиря до огорожі і уздовж нього, повз західного фасаду котельні, до південно-західного рогу будівлі медичної установи. Північна межа: уздовж західного боку огорожі медичного закладу, південним та західним боками огорожі до берега р. Волхов, огорожею території річкового порту. Західна меджа: берегова лінія р. Волхов. Південна межа: від р. Волхов, вул. Студентською, до західної лінії огорожі території гімназії. |
|                                    | 163                                | - церква Стрітення з трапезною                   | 1535 р.                            | федер. (Р-1327)                    | Великий Новгород, Антоново            | Східна межа: від вул. Студентська, лінією огорожі на північ, йдучи нею, повертає на схід, знову на північ, проходячи за 60 м від східної межі території комплексу пам'яток Антонієвого монастиря до огорожі і уздовж нього, повз західного фасаду котельні, до південно-західного рогу будівлі медичної установи. Північна межа: уздовж західного боку огорожі медичного закладу, південним та західним боками огорожі до берега р. Волхов, огорожею території річкового порту. Західна меджа: берегова лінія р. Волхов. Південна межа: від р. Волхов, вул. Студентською, до західної лінії огорожі території гімназії. |
|                                    | 164                                | - будівля бібліотеки духовної семінарії          | 1780 р.                            | федер. (Р-1327)                    | Великий Новгород, Антоново            | Східна межа: від вул. Студентська, лінією огорожі на північ, йдучи нею, повертає на схід, знову на північ, проходячи за 60 м від східної межі території комплексу пам'яток Антонієвого монастиря до огорожі і уздовж нього, повз західного фасаду котельні, до південно-західного рогу будівлі медичної установи. Північна межа: уздовж західного боку огорожі медичного закладу, південним та західним боками огорожі до берега р. Волхов, огорожею території річкового порту. Західна меджа: берегова лінія р. Волхов. Південна межа: від р. Волхов, вул. Студентською, до західної лінії огорожі території гімназії. |
|                                    | 165                                | - келії казначейські, настоятельські і келарські | 1701 р., XIX ст.                   | федер. (Р-1327)                    | Великий Новгород, Антоново            | Східна межа: від вул. Студентська, лінією огорожі на північ, йдучи нею, повертає на схід, знову на північ, проходячи за 60 м від східної межі території комплексу пам'яток Антонієвого монастиря до огорожі і уздовж нього, повз західного фасаду котельні, до південно-західного рогу будівлі медичної установи. Північна межа: уздовж західного боку огорожі медичного закладу, південним та західним боками огорожі до берега р. Волхов, огорожею території річкового порту. Західна меджа: берегова лінія р. Волхов. Південна межа: від р. Волхов, вул. Студентською, до західної лінії огорожі території гімназії. |
|                                    | 166                                | - будівля лікарні духовної семінарії             | 1801 р.                            | федер. (Р-1327)                    | Великий Новгород, Антоново            | Східна межа: від вул. Студентська, лінією огорожі на північ, йдучи нею, повертає на схід, знову на північ, проходячи за 60 м від східної межі території комплексу пам'яток Антонієвого монастиря до огорожі і уздовж нього, повз західного фасаду котельні, до південно-західного рогу будівлі медичної установи. Північна межа: уздовж західного боку огорожі медичного закладу, південним та західним боками огорожі до берега р. Волхов, огорожею території річкового порту. Західна меджа: берегова лінія р. Волхов. Південна межа: від р. Волхов, вул. Студентською, до західної лінії огорожі території гімназії. |
|                                    | 167                                | - корпус західний береговий                      | XIX ст.                            | регіон. (Р-1327)                   | Великий Новгород, Антоново            | Східна межа: від вул. Студентська, лінією огорожі на північ, йдучи нею, повертає на схід, знову на північ, проходячи за 60 м від східної межі території комплексу пам'яток Антонієвого монастиря до огорожі і уздовж нього, повз західного фасаду котельні, до південно-західного рогу будівлі медичної установи. Північна межа: уздовж західного боку огорожі медичного закладу, південним та західним боками огорожі до берега р. Волхов, огорожею території річкового порту. Західна меджа: берегова лінія р. Волхов. Південна межа: від р. Волхов, вул. Студентською, до західної лінії огорожі території гімназії. |
|                                    | 168                                | - корпус каретний                                | XIX ст.                            | регіон. (М-21)                     | Великий Новгород, Антоново            | Східна межа: від вул. Студентська, лінією огорожі на північ, йдучи нею, повертає на схід, знову на північ, проходячи за 60 м від східної межі території комплексу пам'яток Антонієвого монастиря до огорожі і уздовж нього, повз західного фасаду котельні, до південно-західного рогу будівлі медичної установи. Північна межа: уздовж західного боку огорожі медичного закладу, південним та західним боками огорожі до берега р. Волхов, огорожею території річкового порту. Західна меджа: берегова лінія р. Волхов. Південна межа: від р. Волхов, вул. Студентською, до західної лінії огорожі території гімназії. |
|                                    | 169                                | - корпус стаєнний                                | XIX ст.                            | регіон. (М-21)                     | Великий Новгород, Антоново            | Східна межа: від вул. Студентська, лінією огорожі на північ, йдучи нею, повертає на схід, знову на північ, проходячи за 60 м від східної межі території комплексу пам'яток Антонієвого монастиря до огорожі і уздовж нього, повз західного фасаду котельні, до південно-західного рогу будівлі медичної установи. Північна межа: уздовж західного боку огорожі медичного закладу, південним та західним боками огорожі до берега р. Волхов, огорожею території річкового порту. Західна меджа: берегова лінія р. Волхов. Південна межа: від р. Волхов, вул. Студентською, до західної лінії огорожі території гімназії. |
|                                    | 170                                | - корпус настоятельский                          | 1808 р.                            | федер. (Р-1327)                    | Великий Новгород, Антоново            | Східна межа: від вул. Студентська, лінією огорожі на північ, йдучи нею, повертає на схід, знову на північ, проходячи за 60 м від східної межі території комплексу пам'яток Антонієвого монастиря до огорожі і уздовж нього, повз західного фасаду котельні, до південно-західного рогу будівлі медичної установи. Північна межа: уздовж західного боку огорожі медичного закладу, південним та західним боками огорожі до берега р. Волхов, огорожею території річкового порту. Західна меджа: берегова лінія р. Волхов. Південна межа: від р. Волхов, вул. Студентською, до західної лінії огорожі території гімназії. |
|                                    | 171                                | - корпус південний із квасоварнею                | XVII-XIX ст.                       | федер. (Р-1327)                    | Великий Новгород, Антоново            | Східна межа: від вул. Студентська, лінією огорожі на північ, йдучи нею, повертає на схід, знову на північ, проходячи за 60 м від східної межі території комплексу пам'яток Антонієвого монастиря до огорожі і уздовж нього, повз західного фасаду котельні, до південно-західного рогу будівлі медичної установи. Північна межа: уздовж західного боку огорожі медичного закладу, південним та західним боками огорожі до берега р. Волхов, огорожею території річкового порту. Західна меджа: берегова лінія р. Волхов. Південна межа: від р. Волхов, вул. Студентською, до західної лінії огорожі території гімназії. |
|                                    | 172                                | - будівля духовної семінарії                     | XIX ст.                            | федер. (Р-1327)                    | Великий Новгород, Антоново            | Східна межа: від вул. Студентська, лінією огорожі на північ, йдучи нею, повертає на схід, знову на північ, проходячи за 60 м від східної межі території комплексу пам'яток Антонієвого монастиря до огорожі і уздовж нього, повз західного фасаду котельні, до південно-західного рогу будівлі медичної установи. Північна межа: уздовж західного боку огорожі медичного закладу, південним та західним боками огорожі до берега р. Волхов, огорожею території річкового порту. Західна меджа: берегова лінія р. Волхов. Південна межа: від р. Волхов, вул. Студентською, до західної лінії огорожі території гімназії. |
|                                    | 173                                | - стіни та огорожа з вежами                      | XIX ст.                            | регіон. (М-21)                     | Великий Новгород, Антоново            | Східна межа: від вул. Студентська, лінією огорожі на північ, йдучи нею, повертає на схід, знову на північ, проходячи за 60 м від східної межі території комплексу пам'яток Антонієвого монастиря до огорожі і уздовж нього, повз західного фасаду котельні, до південно-західного рогу будівлі медичної установи. Північна межа: уздовж західного боку огорожі медичного закладу, південним та західним боками огорожі до берега р. Волхов, огорожею території річкового порту. Західна меджа: берегова лінія р. Волхов. Південна межа: від р. Волхов, вул. Студентською, до західної лінії огорожі території гімназії. |
|                                    | 174                                | - дзвіниця надбрамна                             | 1807 р.                            | федер. (Р-1327)                    | Великий Новгород, Антоново            | Східна межа: від вул. Студентська, лінією огорожі на північ, йдучи нею, повертає на схід, знову на північ, проходячи за 60 м від східної межі території комплексу пам'яток Антонієвого монастиря до огорожі і уздовж нього, повз західного фасаду котельні, до південно-західного рогу будівлі медичної установи. Північна межа: уздовж західного боку огорожі медичного закладу, південним та західним боками огорожі до берега р. Волхов, огорожею території річкового порту. Західна меджа: берегова лінія р. Волхов. Південна межа: від р. Волхов, вул. Студентською, до західної лінії огорожі території гімназії. |
|                                    | 175                                | - церква Антонія Великого (залишки)              | XVI ст.                            | регіон. (М-104)                    | Великий Новгород, Антоново            | Східна межа: від вул. Студентська, лінією огорожі на північ, йдучи нею, повертає на схід, знову на північ, проходячи за 60 м від східної межі території комплексу пам'яток Антонієвого монастиря до огорожі і уздовж нього, повз західного фасаду котельні, до південно-західного рогу будівлі медичної установи. Північна межа: уздовж західного боку огорожі медичного закладу, південним та західним боками огорожі до берега р. Волхов, огорожею території річкового порту. Західна меджа: берегова лінія р. Волхов. Південна межа: від р. Волхов, вул. Студентською, до західної лінії огорожі території гімназії. |
|                                    | 176                                | - лазня                                          | XIX ст.                            | регіон. (М-104)                    | Великий Новгород, Антоново            | Східна межа: від вул. Студентська, лінією огорожі на північ, йдучи нею, повертає на схід, знову на північ, проходячи за 60 м від східної межі території комплексу пам'яток Антонієвого монастиря до огорожі і уздовж нього, повз західного фасаду котельні, до південно-західного рогу будівлі медичної установи. Північна межа: уздовж західного боку огорожі медичного закладу, південним та західним боками огорожі до берега р. Волхов, огорожею території річкового порту. Західна меджа: берегова лінія р. Волхов. Південна межа: від р. Волхов, вул. Студентською, до західної лінії огорожі території гімназії. |
|                                    | 177                                | - будинок монастирський                          | 1848 р.                            | регіон. (М-104)                    | Великий Новгород, вул. Студентська, 1 | Східна межа: від вул. Студентська, лінією огорожі на північ, йдучи нею, повертає на схід, знову на північ, проходячи за 60 м від східної межі території комплексу пам'яток Антонієвого монастиря до огорожі і уздовж нього, повз західного фасаду котельні, до південно-західного рогу будівлі медичної установи. Північна межа: уздовж західного боку огорожі медичного закладу, південним та західним боками огорожі до берега р. Волхов, огорожею території річкового порту. Західна меджа: берегова лінія р. Волхов. Південна межа: від р. Волхов, вул. Студентською, до західної лінії огорожі території гімназії. |
|                                    | 178                                | - ставок монастирський                           | XIX ст.                            | виявлений                          |                                       | Східна межа: від вул. Студентська, лінією огорожі на північ, йдучи нею, повертає на схід, знову на північ, проходячи за 60 м від східної межі території комплексу пам'яток Антонієвого монастиря до огорожі і уздовж нього, повз західного фасаду котельні, до південно-західного рогу будівлі медичної установи. Північна межа: уздовж західного боку огорожі медичного закладу, південним та західним боками огорожі до берега р. Волхов, огорожею території річкового порту. Західна меджа: берегова лінія р. Волхов. Південна межа: від р. Волхов, вул. Студентською, до західної лінії огорожі території гімназії. |

До складу зони світової спадщини з незрозумілих причин не увійшли такі пам'ятки, як церква Спаса на Ковальова та Ніколо-Вяжиський монастир.